# Lijst van nummer 1-hits in Australië in 2000
Deze hits stonden in 2000 op nummer 1 in de ARIA Charts, de bekendste hitlijst in Australië.
| Datum        | Artiest         | Titel                          |
| ------------ | --------------- | ------------------------------ |
| 2 januari    | Eiffel 65       | Blue (Da ba dee)               |
| 9 januari    | Eiffel 65       | Blue (Da ba dee)               |
| 16 januari   | Macy Gray       | I Try                          |
| 23 januari   | Macy Gray       | I Try                          |
| 30 januari   | Killing Heidi   | Mascara / Leave Me Alone       |
| 6 februari   | Killing Heidi   | Mascara / Leave Me Alone       |
| 13 februari  | Killing Heidi   | Mascara / Leave Me Alone       |
| 20 februari  | Macy Gray       | I Try                          |
| 27 februari  | Chris Franklin  | Bloke                          |
| 5 maart      | Chris Franklin  | Bloke                          |
| 12 maart     | Madonna         | American Pie                   |
| 19 maart     | *NSYNC          | Bye Bye Bye                    |
| 26 maart     | *NSYNC          | Bye Bye Bye                    |
| 2 april      | *NSYNC          | Bye Bye Bye                    |
| 9 april      | *NSYNC          | Bye Bye Bye                    |
| 16 april     | *NSYNC          | Bye Bye Bye                    |
| 23 april     | Bardot          | Poison                         |
| 30 april     | Bardot          | Poison                         |
| 7 mei        | Destiny's Child | Say My Name                    |
| 14 mei       | Destiny's Child | Say My Name                    |
| 21 mei       | Destiny's Child | Say My Name                    |
| 28 mei       | Destiny's Child | Say My Name                    |
| 4 juni       | Britney Spears  | Oops! I Did It Again           |
| 11 juni      | Britney Spears  | Oops! I Did It Again           |
| 18 juni      | Madison Avenue  | Who the Hell Are You?          |
| 25 juni      | Madison Avenue  | Who the Hell Are You?          |
| 2 juli       | Kylie Minogue   | Spinning Around                |
| 9 juli       | Bomfunk MC's    | Freestyler                     |
| 16 juli      | Bomfunk MC's    | Freestyler                     |
| 23 juli      | Bomfunk MC's    | Freestyler                     |
| 30 juli      | Anastacia       | I'm Outta Love                 |
| 6 augustus   | Anastacia       | I'm Outta Love                 |
| 13 augustus  | Anastacia       | I'm Outta Love                 |
| 20 augustus  | Anastacia       | I'm Outta Love                 |
| 27 augustus  | Anastacia       | I'm Outta Love                 |
| 3 september  | Madonna         | Music                          |
| 10 september | Madonna         | Music                          |
| 17 september | Madonna         | Music                          |
| 24 september | Kylie Minogue   | On a Night Like This           |
| 1 oktober    | Madonna         | Music                          |
| 8 oktober    | P!nk            | Most Girls                     |
| 15 oktober   | Kylie Minogue   | On a Night Like This           |
| 22 oktober   | U2              | Beautiful Day                  |
| 29 oktober   | Spiller         | Groovejet (If This Ain't Love) |
| 5 november   | Spiller         | Groovejet (If This Ain't Love) |
| 12 november  | Spiller         | Groovejet (If This Ain't Love) |
| 19 november  | Wheatus         | Teenage Dirtbag                |
| 26 november  | Baha Men        | Who Let the Dogs Out?          |
| 3 december   | Baha Men        | Who Let the Dogs Out?          |
| 10 december  | Baha Men        | Who Let the Dogs Out?          |
| 17 december  | Baha Men        | Who Let the Dogs Out?          |
| 24 december  | Wheatus         | Teenage Dirtbag                |
| 31 december  | Wheatus         | Teenage Dirtbag                |